# Pranotosh Kumar Das
Pranotosh Kumar Das là một cầu thủ bóng đá người Bangladesh thi đấu ở vị trí tiền vệ. Hiện tại anh thi đấu cho Dhaka Abahani. Anh ghi bàn thắng quốc tế đầu tiên trước Bhutan tại Giải vô địch bóng đá Nam Á 2009.